# 香港紅十字少年團
香港紅十字會少年團（英語：Hong Kong Red Cross Junior Units） ，於1956年成立，是香港紅十字會推動的制服隊伍，通常都以機構名「紅十字會」或英文「Red Cross」作為團體簡稱。現時獲得及香港教育局所認可的制服團體之一，並與民政事務局隷下的青年事務委員會有緊密的聯絡，例如參與每年舉辦的「制服團體日」。一般附設於小學和青年中心，部分分區總部亦有舉辦公開團，供學校未有開設紅十字少年團的學生參加。各青年團由香港紅十字會的5個分區總部，按地區各自統籌。會員年齡約由8歲至12歲。

## 活動

### 一般活動
香港紅十字會少年團的活動分為三個階段――宣誓前、初階及高階。各階段的活動都包括在五項活動目標之中，下為五項活動目標及其例子：
- 「保護生命和健康」：急救、防火、家居安全、健康檢查等訓練和活動
- 「服務社群」：手語訓練、協助家務、參與校內及社區服務等
- 「促進友誼及相互了解」：參與友誼活動、認識其他文化等。
- 「宣揚紅十字精神」：紅十字故事訓練，協助推廣紅十字運動等
- 「鍛煉志願工作人員的個人成長」：步操訓練、自我照顧、學習其他技能等

### 大型活動
每年定期舉辦的週年活動包括大會操、急救比賽、聯合宣誓典禮、聯合大露營、世界紅十字日 社區健康推廣日、國際交誼活動等。

## 獎勵

### 訓練獎勵
香港紅十字少年會員在參與各項訓練活動後，都可獲得一六角形訓練章，縫在制服左臂上。

### 少年服務獎章

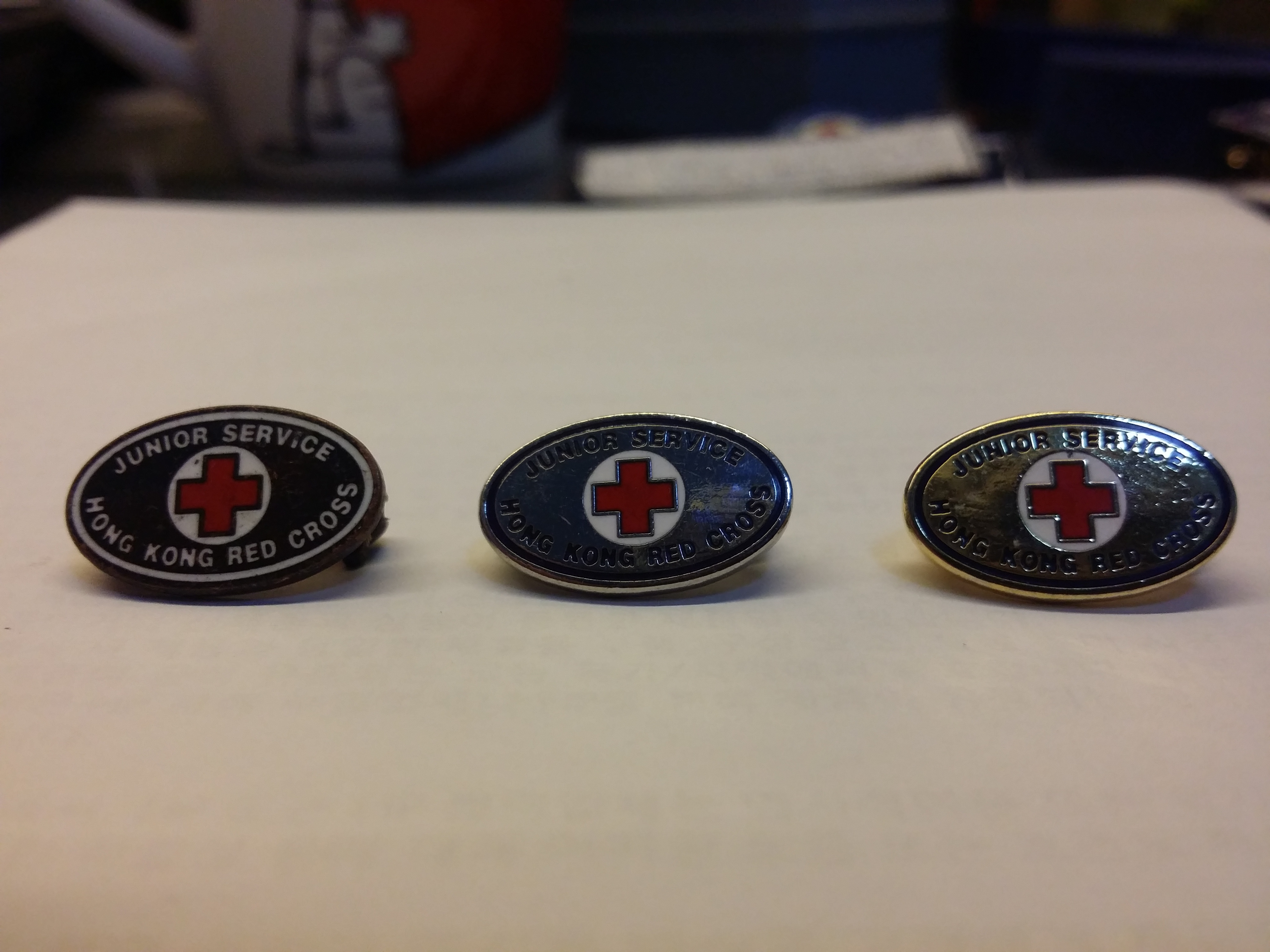
少年服務獎章

分為金、銀、銅三種。服務時數（包括參與學校服務及社區服務）累績達指定小時者可獲頒該等級及證書之服務獎章，佩戴在制服右胸位置上。
| 獎項         | 時數   |
| ------------ | ------ |
| 少年服務銅獎 | 10小時 |
| 少年服務銀獎 | 20小時 |
| 少年服務金獎 | 30小時 |

### 少年榮譽章

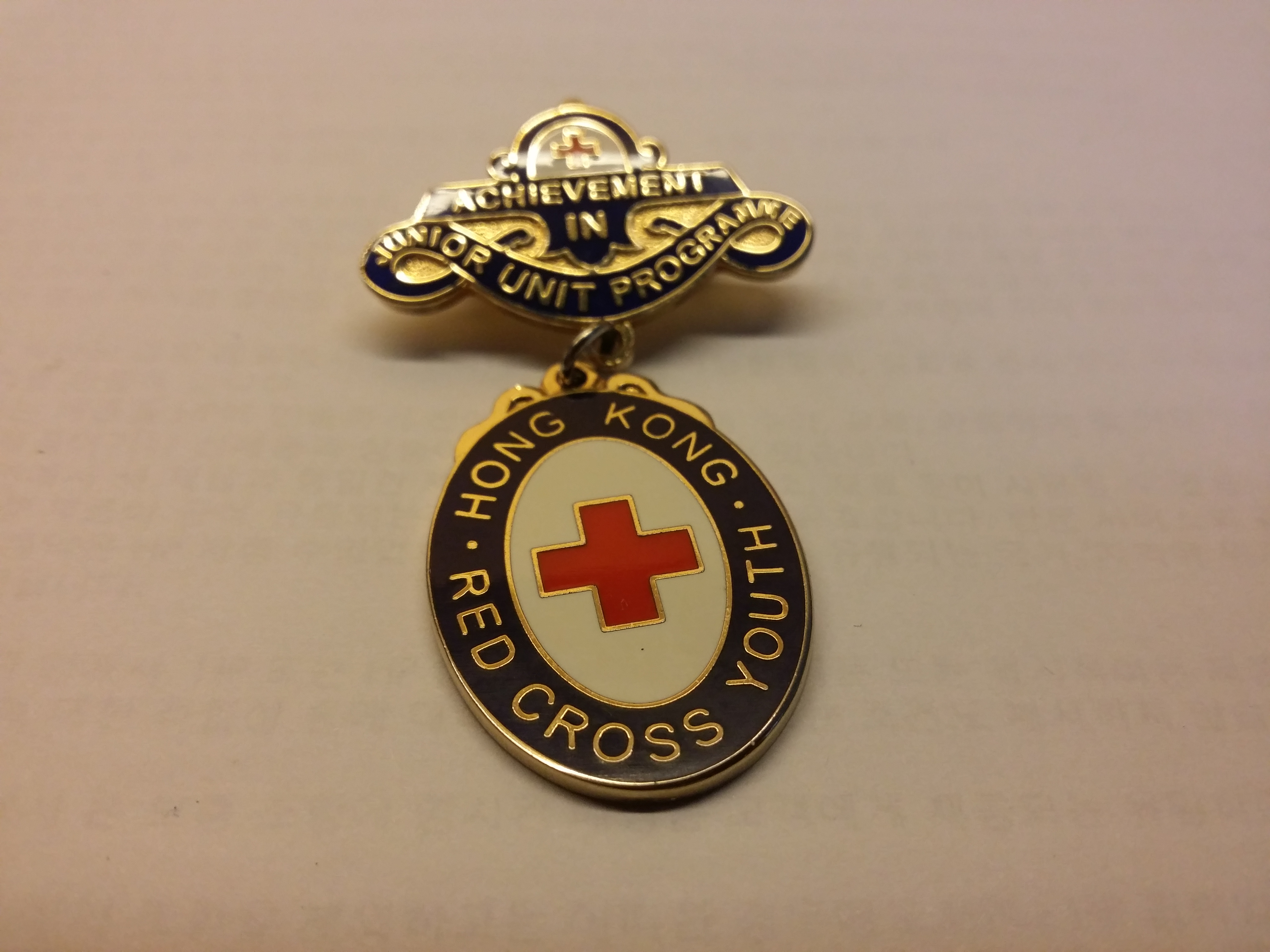
少年榮譽章

會員在完成亨利杜南章及獲得少年服務金獎後，可獲頒少年會員最高獎項－少年榮譽章，佩戴在制服右胸位置上。此獎章可延續佩戴在青年會員的制服上。

## 港島總部少年團列表
- 少年團第9團：聖約瑟小學
- 少年團第17團：嘉諾撒聖心學校（私立部）
- 少年團第19團：玫瑰崗學校（小學部）
- 少年團第20團：高主教書院小學部 （页面存档备份，存于）
- 少年團第22團：聖公會柴灣聖米迦勒小學
- 少年團第24團：嘉諾撒聖方濟各學校
- 少年團第27團：聖公會聖米迦勒小學
- 少年團第28團：香港嘉諾撒學校
- 少年團第31團：嘉諾撒聖心學校
- 少年團第34團：少年團公開團 （港島總部）
- 少年團第47團：慈幼學校
- 少年團第48團：長洲順德公立學校
- 少年團第53團：聖公會田灣始南小學
- 少年團第67團：港大同學會小學
- 少年團第83團：聖伯多祿天主教小學
- 少年團第100團：中華基督教會基灣小學
- 少年團第113團：天主教明德學校
- 少年團第115團：聖公會聖雅各小學
- 少年團第119團：番禺會所華仁小學

## 西九龍總部少年團列表
- 少年團第10團：嘉諾撒聖瑪利學校
- 少年團第36團：白田天主教小學下午校
- 少年團第39團：聖方濟愛德小學
- 少年團第40團：志潔學校
- 少年團第44團：保良局陳守仁小學
- 少年團第45團：路德會沙崙學校（下午校）
- 少年團第46團：塘尾道官立小學
- 少年團第49團：聖公會基福小學
- 少年團第52團：中華基督教會灣仔堂基道小學
- 少年團第59團：塘尾道官立下午小學
- 少年團第61團：大角咀天主教小學
- 少年團第63團：路德會沙崙學校
- 少年團第66團：拔萃女小學
- 少年團第68團：農圃道官立小學
- 少年團第69團：新會商會九龍學校
- 少年團第70團：中華基督教會協和小學
- 少年團第71團：周氏宗親總會學校
- 少年團第78團：九龍真光中學（小學部）
- 少年團第97團：天主教善導小學
- 少年團第103團：少年團公開團（西九龍總部）
- 少年團第104團：福榮街官立小學
- 少年團第112團：荔枝角天主教小學
- 少年團第117團：保良局何壽南小學
- 少年團第118團：油蔴地天主教小學
- 少年團第120團：天神嘉諾撒學校
- 少年團第121團：基督教香港信義會紅磡信義學校
- 少年團第123團：聖瑪加利男女英文中小學
- 少年團第127團：油蔴地天主教小學（海泓道）
- 少年團第130團：聖公會基榮小學
- 少年團第133團：嘉諾撒聖家學校
- 少年團第140團：九龍禮賢學校
- 少年團第141團：香港培正小學

## 東九龍總部少年團列表
- 少年團第16團：聖母小學
- 少年團第18團：彩雲聖若瑟小學
- 少年團第30團：錫安社會服務處
- 少年團第37團：聖若瑟英文小學
- 少年團第38團：樂善堂楊仲明學校
- 少年團第41團：樂華天主教小學
- 少年團第42團：聖愛德華天主教小學
- 少年團第50團：聖文德天主教小學
- 少年團第54團：天主教博智小學
- 少年團第56團：浸信會天紅小學
- 少年團第57團：嘉諾撒小學（新蒲崗）
- 少年團第58團：路德會聖馬太學校（秀茂坪）
- 少年團第62團：聖公會德田李兆強小學
- 少年團第64團：秀明小學
- 少年團第65團：聖公會基樂小學
- 少年團第74團：聖安當小學
- 少年團第75團：聖博德天主教小學（蒲崗村道）
- 少年團第76團：天主教聖安德肋小學
- 少年團第91團：觀塘官立小學
- 少年團第93團：觀塘官立小學（秀明道）
- 少年團第94團：海濱學校
- 少年團第95團：聖若翰天主教小學
- 少年團第96團：聖公會李兆強小學
- 少年團第98團：福建中學附屬學校
- 少年團第99團：聖公會日修小學
- 少年團第107團：中華基督教會基順學校
- 少年團第114團：保良局錦泰小學
- 少年團第116團：華德學校
- 少年團第122團：中華基督教會基法小學（油塘）
- 少年團第125團：閩僑小學
- 少年團第126團：慈雲山天主教聖文德小學
- 少年團第129團：少年團公開團 （東九龍總部）
- 少年團第132團：香港華人基督教聯會真道書院
- 少年團第136團：黃大仙官立小學
- 少年團第138團：景林天主教小學
- 籌備成立：天主教佑華小學
- 籌備成立：禮賢會恩慈學校
- 籌備成立：基督教家庭服務中心賽馬會順天跳躍青年坊

## 新界西總部少年團列表
- 少年團第14團：祖堯天主教小學
- 少年團第25團：保良局志豪小學
- 少年團第26團：慈幼葉漢小學
- 少年團第29團：慈幼葉漢千禧小學
- 少年團第33團：聖公會仁立小學
- 少年團第35團：路德會海濱花園綜合服務中心
- 少年團第55團：聖公會仁立紀念小學
- 少年團第73團：中華基督教青年會小學
- 少年團第77團：救世軍三聖邨劉伍英學校
- 少年團第79團：佛教林炳炎紀念學校
- 少年團第80團：柴灣角天主教小學
- 少年團第81團：寶血會伍季明紀念學校
- 少年團第82團：東華三院黃士心小學
- 少年團第84團：石籬天主教小學
- 少年團第85團：石籬聖若望天主教小學
- 少年團第86團：金巴崙長老會耀道小學
- 少年團第87團：香港普通話研習社科技創意小學
- 少年團第88團：基督教培恩小學
- 少年團第89團：佛教榮恩學校
- 少年團第90團：保良局西區婦女福利會馮李佩瑤小學
- 少年團第105團：天主教石鐘山紀念小學
- 少年團第108團：仁濟醫院何式南小學
- 少年團第109團：仁濟醫院羅陳楚思小學
- 少年團第110團：元朗官立小學
- 少年團第124團：順德聯誼總會何日東小學
- 少年團第131團：仁愛堂社區中心
- 少年團第134團：慈幼葉漢千禧小學
- 少年團第135團：少年團公開團 （新界西總部）
- 少年團第137團：路德會呂祥光小學
- 少年團第139團：中華基督教會全完第一小學
- 籌備成立：青松侯寶垣小學
- 籌備成立：天水圍官立小學

## 新界東總部少年團列表
- 少年團第43團：浸信會沙田圍呂明才小學
- 少年團第51團：港九街坊婦女會孫方中小學下午校
- 少年團第60團：佛教明珠學校
- 少年團第72團：九龍城浸信會禧年（恩平）小學
- 少年團第92團：東華三院港九電器商聯會小學
- 少年團第101團：上水惠州公立學校
- 少年團第102團：救世軍田家炳學校
- 少年團第106團：沙田崇真學校
- 少年團第111團：曾梅千禧學校
- 少年團第128團：少年團公開團 （新界東總部)
- 少年團第142團：基督教香港信義會馬鞍山信義學校
- 少年團第143團：大埔舊墟公立學校 (寶湖道)

## 外部連結
- 港島總部網頁
- 東九龍總部網頁
- 西九龍總部網頁
- 新界西總部網頁
- 新界東總部網頁
- 从“懵懂少年”到“青年领袖”———香港红十字青少年的成长之路 （页面存档备份，存于）